# Roger Carvalho
Roger de Carvalho (Arapongas, 10 dicembre 1986) è un calciatore brasiliano, difensore del Tombense.

## Carriera

### Club

#### Gli anni nelle giovanili
La sua carriera da calciatore inizia nel 2006 quando viene acquistato dall'Iraty per militare nelle varie divisioni giovanili. Dopo solo sei mesi passa in prestito al Rio Branco. Terminato il prestito rimane svincolato e così, nel 2008, viene acquistato a titolo definitivo dal Tombense che lo cede dopo pochi mesi in prestito ai portoghesi dell'Olivais e Moscavide.

#### In prestito al Guarani e poi Figueirense
Nel 2009 viene acquistato in prestito dal Guarani Esporte Clube, società calcistica brasiliana militante nel Campionato Mineiro. Compie il suo debutto da calciatore professionista il 25 febbraio nella partita persa contro l'América, subendo anche un'ammonizione.
Dopo aver giocato cinque partite con i Mecão Maravilha, viene acquistato sempre in prestito dal Figueirense per militare nel Campeonato Brasileiro Série B edizione 2009. Il 15 agosto compie il suo debutto con il Figueira nella partita vinta contro il Duque de Caxias. Dopo un mese segna la sua prima rete in carriera nella partita persa contro il Guarani.

#### L'approdo al Genoa
Il 31 gennaio 2012, dopo aver sostenuto le visite mediche, viene ufficializzato il suo ingaggio a titolo temporaneo da parte della società italiana del Genoa. Debutta con il Grifone il 15 febbraio durante il match, perso, contro l'Atalanta. Al termine della stagione torna al club di appartenenza.

#### La seconda esperienza in Italia: il Bologna
Il 17 luglio 2012 il giocatore passa in prestito con diritto di riscatto al Bologna.

#### Il rientro in Brasile
Il 9 maggio 2013 il giocatore non viene riscattato dal Bologna rientrando così alla Tombense. Successivamente si trasferisce al 
San Paolo.

## Statistiche

### Presenze e reti nei club
Statistiche aggiornate all'8 maggio 2013.
| Stagione           | Squadra            | Campionato         | Campionato | Campionato | Coppe nazionali | Coppe nazionali | Coppe nazionali | Coppe continentali | Coppe continentali | Coppe continentali | Altre coppe | Altre coppe | Altre coppe | Totale | Totale |
| Stagione           | Squadra            | Comp               | Pres       | Reti       | Comp            | Pres            | Reti            | Comp               | Pres               | Reti               | Comp        | Pres        | Reti        | Pres   | Reti   |
| ------------------ | ------------------ | ------------------ | ---------- | ---------- | --------------- | --------------- | --------------- | ------------------ | ------------------ | ------------------ | ----------- | ----------- | ----------- | ------ | ------ |
| 2009               | Guarani            | CM                 | 5          | 0          | -               | -               | -               | -                  | -                  | -                  | -           | -           | -           | 5      | 0      |
| 2009               | Figueirense        | B                  | 17         | 1          | -               | -               | -               | -                  | -                  | -                  | -           | -           | -           | 17     | 1      |
| 2010               | Figueirense        | B                  | 34         | 4          | -               | -               | -               |                    | -                  | -                  | -           | -           | -           | 34     | 4      |
| 2011               | Figueirense        | A+A/CA             | 27+10      | 0+0        | -               | -               | -               |                    | -                  | -                  | -           | -           | -           | 37     | 0      |
| Totale Figueirense | Totale Figueirense | Totale Figueirense | 93         | 5          |                 | -               | -               |                    | -                  | -                  |             | -           | -           | 93     | 5      |
| gen.-giu. 2012     | Genoa              | A                  | 9          | 0          | CI              | 0               | 0               |                    | -                  | -                  | -           | -           | -           | 9      | 0      |
| 2012-2013          | Bologna            | A                  | 6          | 0          | CI              | 2               | 0               | -                  | -                  | -                  | -           | -           | -           | 8      | 0      |
| Totale carriera    | Totale carriera    | Totale carriera    | 108        | 5          |                 | 2               | 0               |                    | -                  | -                  |             | -           | -           | 110    | 5      |

## Palmarès

### Club

#### Competizioni nazionali
- Campionato brasiliano: 1

Palmeiras: 2016

#### Competizioni statali
- Recopa Mineira: 1

Tombense: 2021